# Effner
Effner (ursprünglich Öffner) ist der Name einer bayerischen Gärtner- und Architekten-Dynastie:
Die Gärtner und Architekten der Familie
- Georg Öffner, 1625 belegt als Gartenmeister in München unter Herzog Albrecht VI. von Bayern. Vater von Christian Öffner.
- Christian Öffner, Hofgärtner, ab 1668 in Neudeck (München-Au), ab 1670 in Dachau. Vater von Joseph Effner.
- Joseph Effner (* 1687; † 1745), deutscher Baumeister, Gartenarchitekt und Dekorateur.
- Carl Effner sen. (* 1792; † 1870), bayerischer Oberhofgärtner. Enkel von Joseph Effner.
- Carl von Effner jun. (* 1831; † 1884), bayerischer Hofgärtner, später Königlich bayerischer Hofgartendirektor, sowie Gartengestalter. Sohn von Carl Effner sen.
- Nikolaus Effner, um 1696 als Hofgärtner in Dachau belegt.
- Karl Anton Effner, um 1697 als Hofgärtner in Dachau belegt.
- Ignaz Dominik Effner, um 1744 als Hofgärtner in Dachau belegt.

Weitere Mitglieder der Familie
- Adam von Effner, Notar der Universität Tübingen (1540).
- Gaudenz Joseph Jacob von Effner, aus München, Hofkammerrat (nach anderen Angaben Regiments-Rat) in Straubing, Salzbeamter in St. Nicola bei Passau (nach anderen Angaben in Straubing), 1765 geadelt, Sohn von Joseph Effner.
- Joseph Xaver Effner († 28. April 1768), Kanonikus des Reichsstifts zur alten Kapelle in Regensburg und Dekan in München. Sohn von Gaudenz Effner.
- Johann Nepomuk von Effner (* 1757; † 1817), Königlich Bayerischer Geheimrat.
- Joseph Felix von Effner, um 1753 als stud. jur. in Ingolstadt belegt, 1754 als Mitglied der Illuminaten.